# 石道河镇
石道河镇，是中华人民共和国吉林省通化市辉南县下辖的一个乡镇级行政单位。

## 行政区划
石道河镇下辖以下地区：
大北岔村、石道河村、爱林村、二岔村、西南岔村、三岔村、大顶子村、东兴村、大场院村、全胜村、小北岔村和解放村。